# 고쿄

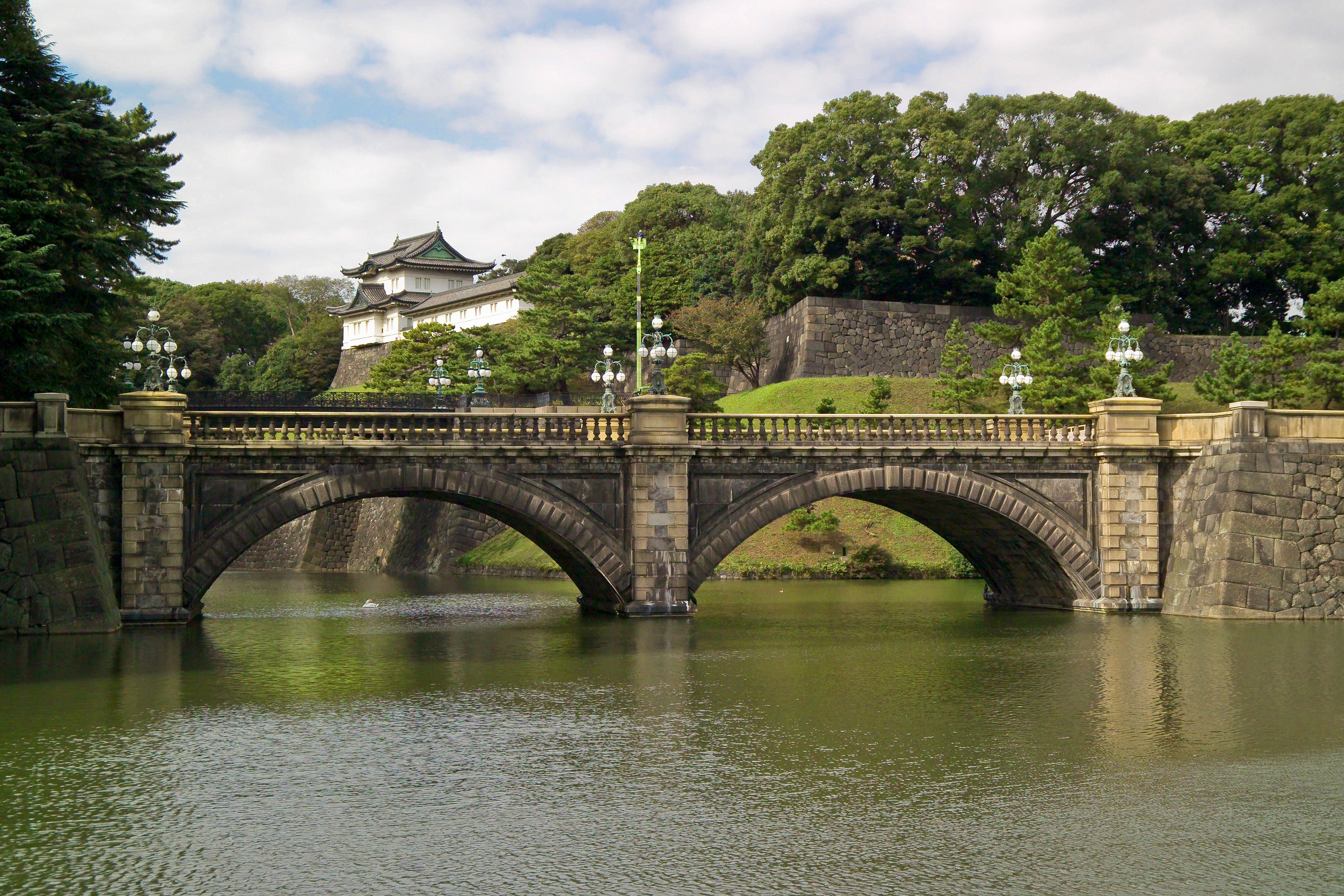
도쿄 황거의 이중교

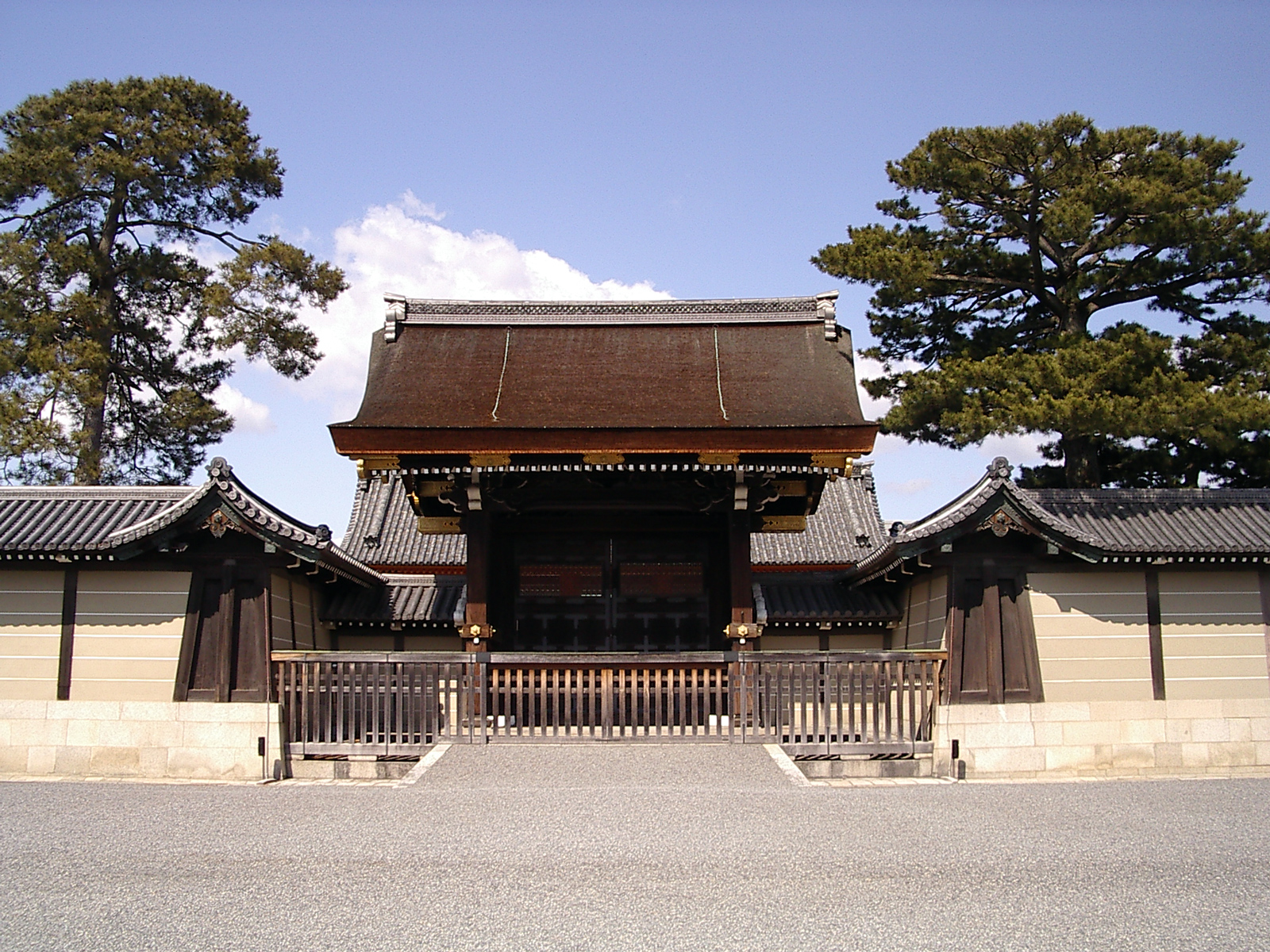
교토 어소의 정문·건례문

고쿄(皇居 고쿄[*]) 또는 황거는 일본 천황의 평소 주거지, 즉 황궁으로 관광지다.

## 개요
고쿄라는 명칭은 제2차 세계대전 후에 불린 명칭이다. 현재 옛 에도 성일대를 황거(皇居)라고 부르고 있다. 일반적으로 황거는 황제가 거주하는 장소를 일컫는 말이다. 이 황거라는 말을 일본에서는 고쿄라고 한다. 영어명은〈The Imperial Palace〉이다. 고쿄의 천황이 주거하는 곳을 어소(御所)라고 하며, 각종 공식행사와 정무를 보는 궁전과 궁내청사 등도 고쿄에 있다.
교토 어소는 금리, 내리 등으로 불리지만, 메이지 유신 무렵 메이지 천황이 도쿄로 행행한 후 부재중이 되어 보존되었고, 이후 교토 어소로 불리고 있다. 영어명은〈Kyoto Imperial Palace〉이다. 헤이안 시대 양식을 간직한 정전 자신전(紫宸殿/시신덴)과 일상생활을 하였던 어상어전(御常御殿) 등이 보존되어 있다.
고쿄를 부르는 명칭 국문(한자/일문)은 내리(內裏), 어소(御所), 대내(大內), ※대내산(大內山), 구중(九重), 궁중(宮中), 금중(禁中), 금리(禁裏), ※백부(百敷), ※자지정(紫之庭), 황궁(皇宮), 황성(皇城), 궁성(宮城), ※봉동(蓬が洞), ※대궁(大宮), ※운지상(雲之上), ※운거(雲居) 등 매우 많다.
※표시는 한국어사전에는 없는 말이며 상기의 한자어는 모두 궁을 가리키는 말들이다.

## 역사
궁(宮)은 신분이 높은 사람의 주거의 의미로 출발하여 황실의 처소라는 의미로 압축되었다. 고대에는 천황의 처소를 궁이라 불렀다.《고사기》와《일본서기》에는 4세기 ~ 6세기에 걸쳐 궁전의 다수가 나라 분지 동남쪽 대지에 조영되었다고 기록하고 있다.

### 아스카의 궁
592년 스이코 천황이 즉위한 도요우라노 미야에서 694년 지토 천황이 후지와라쿄로 천도하기까지 약 100년간, 나라의 남쪽 대지 아스카에 다수의 궁전이 조영되어 아스카쿄라고 불리었다. 그곳에 있던 궁전은 오하리다노 미야(603년 ~ 630년), 아스카 오카모토노 미야(630년 ~ 636년), 아스카 이타부키노 미야(643년 ~ 655년), 후 아스카 오카모토노 미야(656년 ~ 672년), 아스카 기요미가하라노 미야(672년 ~ 694년) 등이 있다. 이들 궁은 지면에 구멍을 파 기둥의 뿌리를 고정시킨 굴입주 건물들이다. 이들 건물중 7세기 이후의 건물에서는 남향을 정면에 둔 중심건물을 가진 것이 특징이다.
후에 중국왕조의 영향을 받아 도읍을 조영하였고, 천황은 도읍중 내리(內裏)에 터를 잡아 궁으로 삼았다. 국정을 총괄하는 조당원(朝堂院)을 비롯하여 중앙관아는 내리에 함께두었고, 이들을 아울러 궁성(宮城)이라고 불렀다.
도읍으로는 나니와쿄(오사카시), 후지와라쿄(가시하라시), 헤이조쿄(나라시/야마토코리야마시), 나가오카쿄(교토시), 헤이안쿄(교토시) 등이 있다.

### 교토 어소에 이르기까지

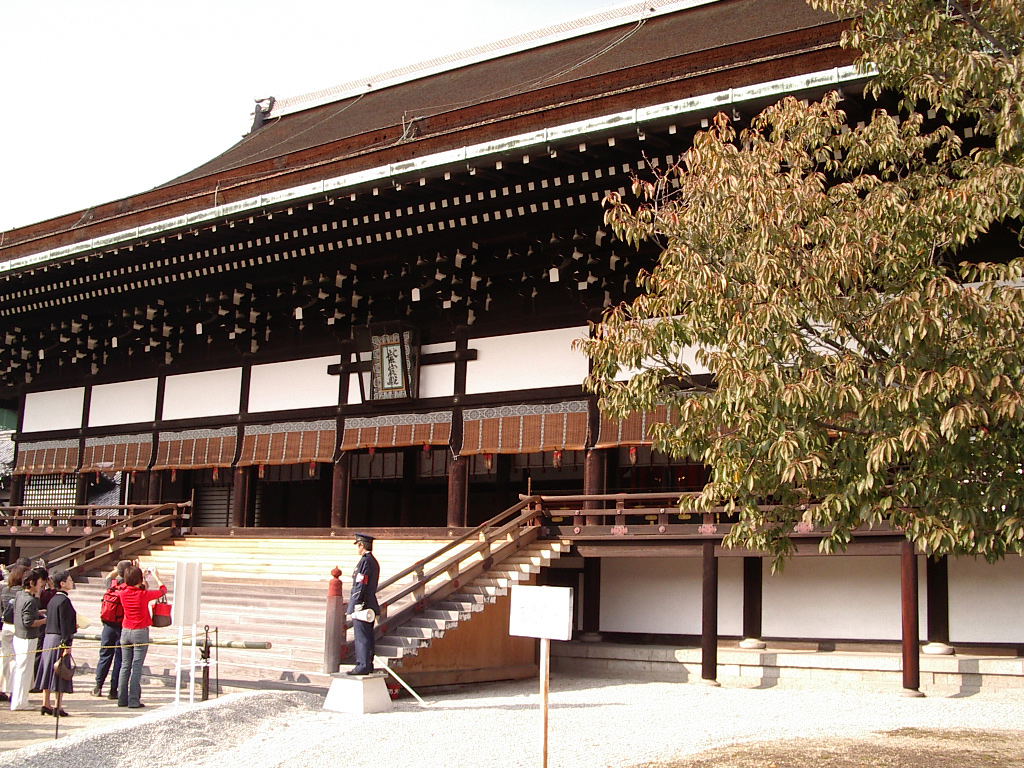
교토 어소의 정전·시신덴

794년 간무 천황은 헤이안쿄를 도읍으로 삼아 나가오카쿄에서 천도하였다. 960년 궁이 소실되었고, 궁이 재건될때까지 냉천원(冷泉院)을 임시 궁으로 삼았다. 976년 다시금 궁이 소실되어 후지와라노 가네미치의 저택 굴하전(堀河殿)를 임시 궁을 삼았다. 헤이안쿄의 궁은 자주 소실되었기 때문에 중신과 외척 등의 저택을 임시 궁으로 삼는 일이 많았다. 그래서, 헤이안 말기부터는 궁과 임시 궁을 궁으로 보는 것이 일반적이었다. 1227년 궁성이 소실되자 궁을 재건하지 않고 중신의 처소를 임시 궁으로 삼아 전전하였다. 남북조 시대인 1331년 북조의 고곤 천황이 북어문 동동원전(北御門 東洞院殿)에서 즉위식을 갖고, 궁으로 삼았다. 이후 궁은 북어문내리(北御門內裏)라고 불리었고, 현재의 교토 어소이다.

### 도쿄 행행
1868년 에도를 도쿄로 개명한 메이지 천황이 도쿄로 행행하여 에도 성 니노마루에 입성하였고, 에도 성을 도케이 성으로 개명하였다. 그리고, 에도 성을 도쿄의 임시 궁으로 삼은 후, 교토로 환궁하였다.
1869년 다시금 도쿄로 행행하였고, 1877년 메이지 천황의 지시로 교토 어소가 보존되어 현재에 이르고 있다.

## 도쿄의 황거

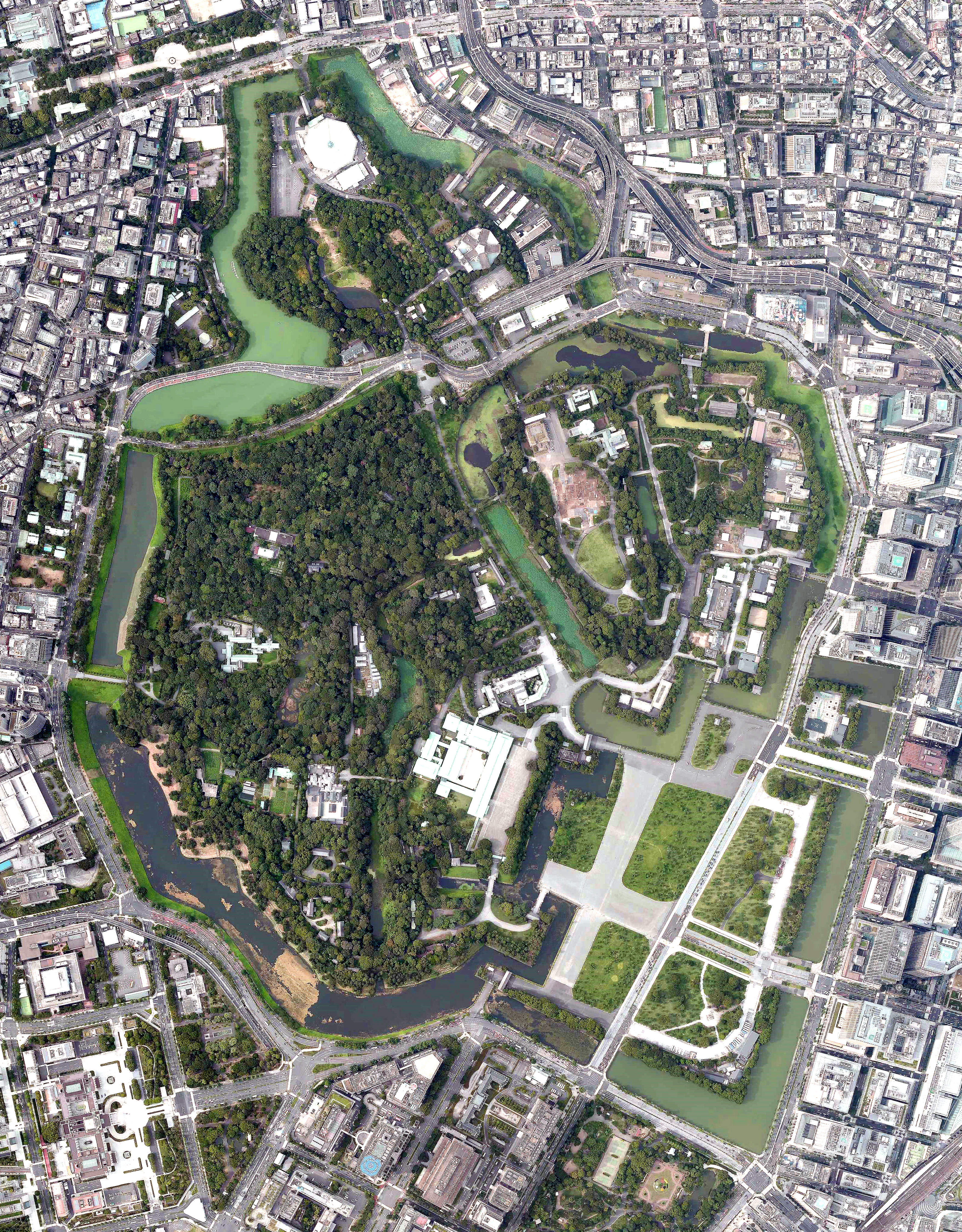
황거 부근의 항공사진
〈일본국토교통성〉

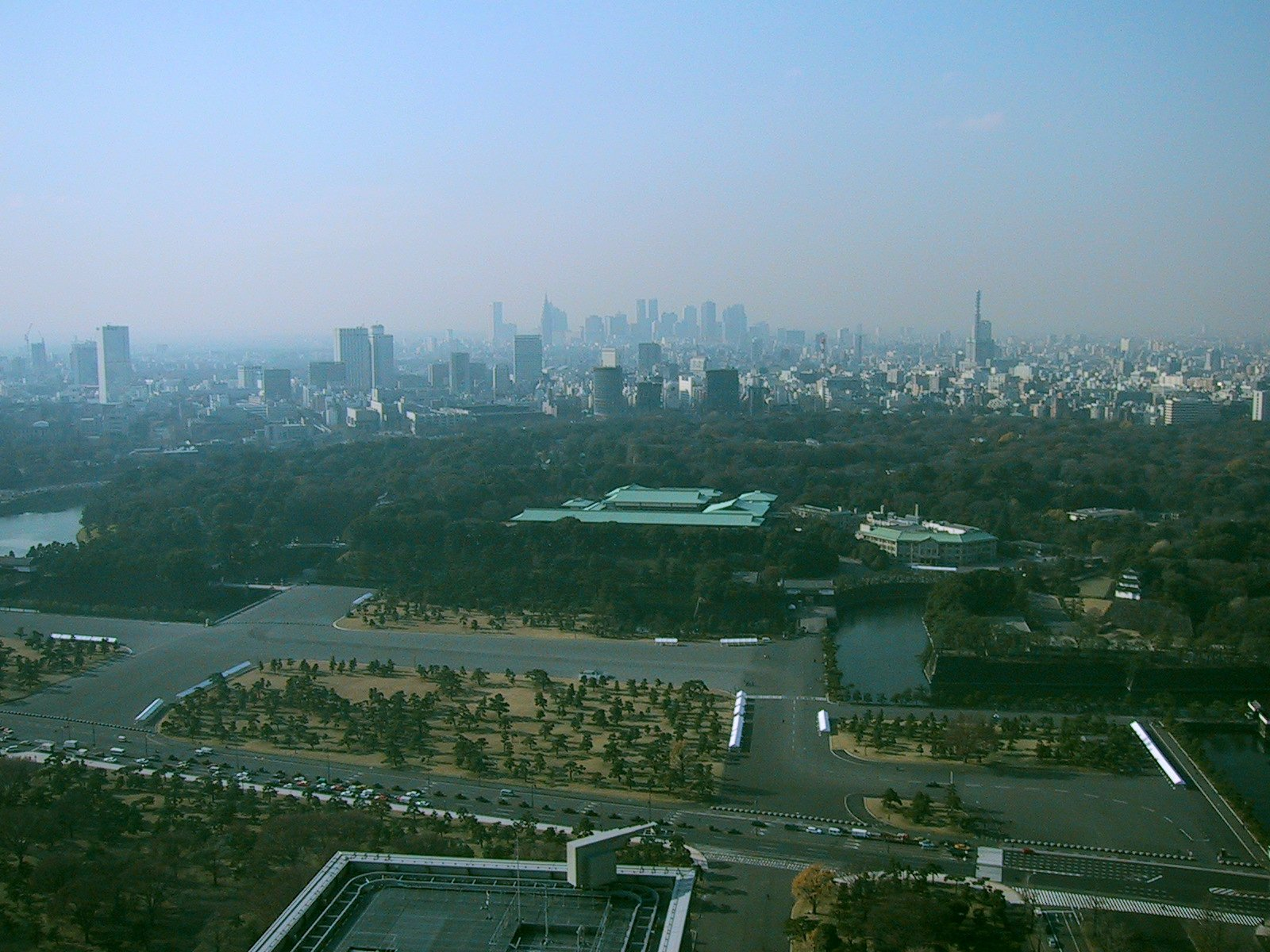
황거

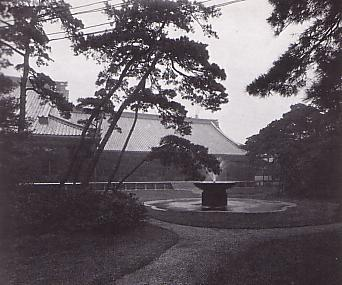
명치궁

도쿄의 황거는 에도 시대 말기까지 에도 막부 쇼군의 거성인 에도 성터에 있다. 단, 천황의 처소인 어소는 후키아게라고 불리는 에도 성의 부수정원부분에 건립된 것이다.
옛 에도 성의 니시노마루와 후키아게 정원은 도칸 해자라는 해자에 의해 떨어져 있다. 성곽으로서의 에도 성은 혼마루, 니노마루, 산노마루 및 니시노마루 구역만 말하는 것으로, 도칸 해자의 서쪽에 있는 정원부분은 엄밀히 말해서 에도 성에 포함되지 않는다. 따라서 황거의 어소는 에도 성에 지어진 것이 아니다.
더불어, 에도 성의 내측해자는 황거의 외측에 있고, 후키아게 정원을 포함한 황거 전체를 둘러싸고 있다. 궁전은 에도 성안 니시노마루에 건립되었다.
현재, 황거일대는 도쿄의 중앙부에 있으면서, 녹지대인 까닭에 황거의 해자 주변은 러닝코스로 인기가 많다. 황거의 주소지는 도쿄도 지요다구 지요다 1번지로, 본적으로서 인기가 좋은 주소이다. 또, 국유재산으로서 황거의 가치는 2188억1000만엔이다. 이 금액은 국회보고정보〈헤세 15년도 국유재산증감 및 현재액 총계산서〉를 토대로 알려진 것이다.
또, 황거는 위성 파노라마 화상프로그램 구글어스에 세계 랜드마크의 하나로 등록되어 있다.

### 역사
- 1868년(메이지 원년) 메이지 천황의 도쿄 행행에서 에도 성은 도케이 성이 되었고, 도쿄의 황거로 삼았다.
- 1869년(메이지 2년) 2번째 도쿄 행행에서 천황의 도쿄 채류를 발표하였고, 도케이 성은 황성으로 개명하였다.
- 1873년(메이지 6년) 에도 성 니시노마루의 화재로 소실되어 잠시 동안, 아카사카 이궁을 임시 황거로 삼았다.
- 1879년(메이지12년) 니시노마루에 새로운 궁전의 조영을 결정하였다.
- 1888년(메이지 21년) 메이지 궁전이 완공되어 이후 황성은 궁성으로 명칭이 바뀌었다.

메이지 궁전은 구루마요세, 히로마, 정전, 호오노마, 도자이노 다마리, 호메이덴, 지쿠사노마 등 응접·정무의 공간과 천황의 처소에 해당하는 안쪽 궁전까지 연결되어 있다.
- 1945년(쇼와 20년) 5월 공습에 의해 메이지 궁전은 소실되었고, 그 후, 쇼와 천황 부부는 후키아게 정원내의 문고(文庫)를 임시 거처로 삼았고, 궁내청사 3층을 임시 궁전으로 했다.
- 1948년(쇼와 23년) 궁성(宮城/규조)의 명칭이 폐지되고 황거(皇居/고쿄)로 불리게 되었다.

태평양전쟁이 끝난 후 잠시 동안, 소실되었던 궁전의 재건은 이루어지지 않았다. 그 이유에 관해서는 쇼와 천황의 측근 이리에 스케마사는 그의 저서에서 다음과 같이 회고하고 있다.《폐하는 전쟁종료 후, “국민이 전쟁의 재난으로 주거할 집도 없이 보내고 있는 이 시기에 새로운 궁전을 조영해서는 안다.”라고 국민생활 향상을 최우선시하여 소실된 궁전 등의 재건을 기다려달라》라는 취지였다고 적고 있다.
1955년대 들어서 전후 재건이 일단락될 무렵 궁전 재건의 움직임에 활기가 띠기 시작했고, 1959년(쇼와 34년) 황거조영심의회의 회신을 토대로 1960년(쇼와 35년)부터 새로운 궁전 조영이 시작되었다. 신궁전은 메이지 궁전과 같이 천황의 처소와 연결시키지 않고 어소와 궁전을 따로 조영하였다. 1961년(쇼와 39년) 우선 쇼와 천황 부부의 처소로써 황거안의 후키아게 지구의 후키아게 어소가 완성되었다. 신궁전은 메이지 궁전터에 1964년(쇼와 39년) 착공하여, 1968년(쇼와 43년) 10월 완공되었다. 1969년(쇼와 44년) 4월부터 사용되었다. 더불어 후키아게 어소는 쇼와 천황이 사망(崩御)한 후, 황태후의 처소로 사용되어 후키아게오미야 어소로 불리었다.
아키히토 부부는 황위를 계승한 후 잠시 동안 아카사카 어소에서 머물면서 황거의 궁전을 왕래했지만, 황거안 후키아게 지구의 한 귀퉁이에 새로운 어소를 건립하여 1993년(헤세 5년) 12월부터 사용하고 있다.

## 황거내의 시설

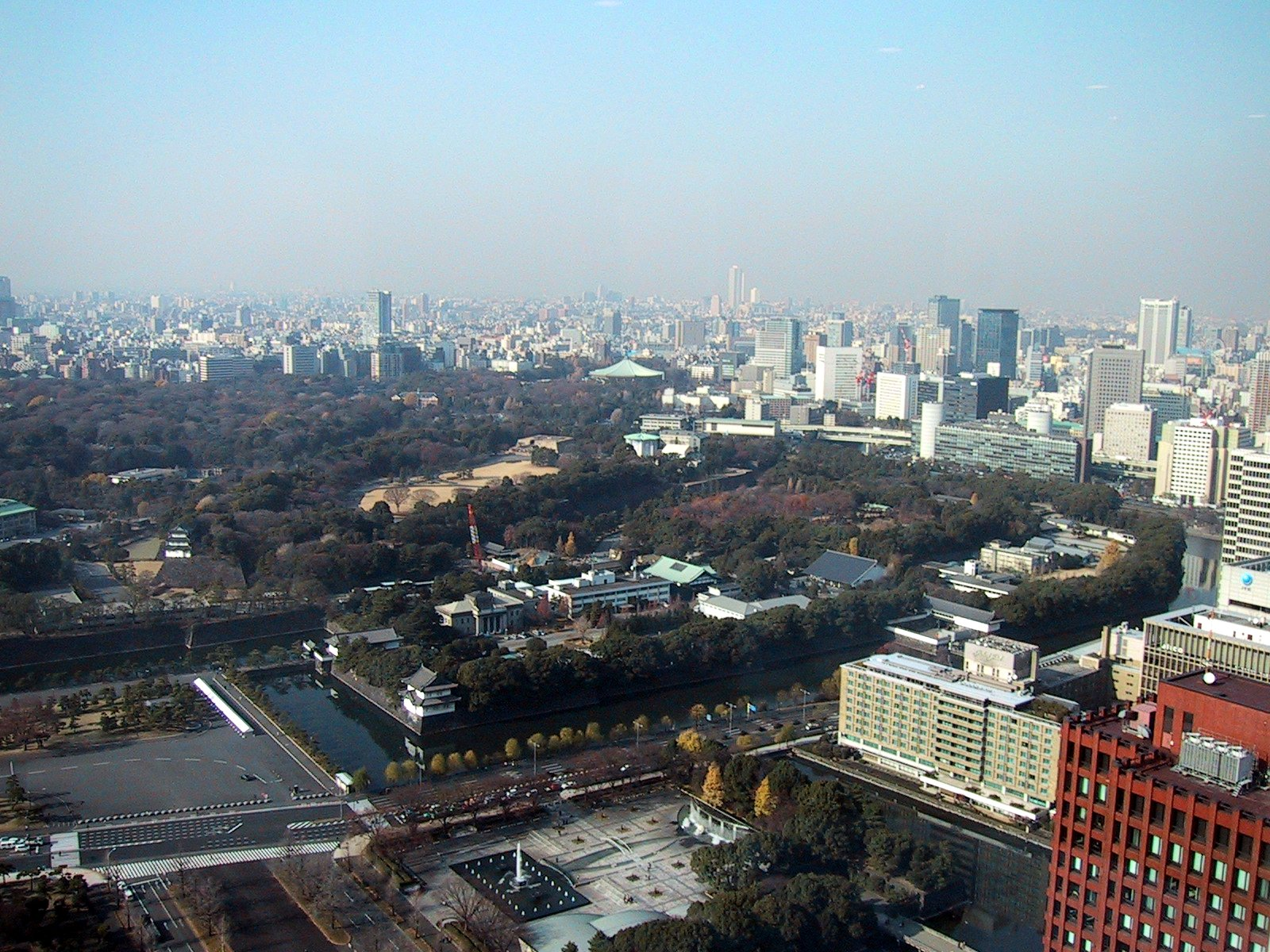
황거 동어원

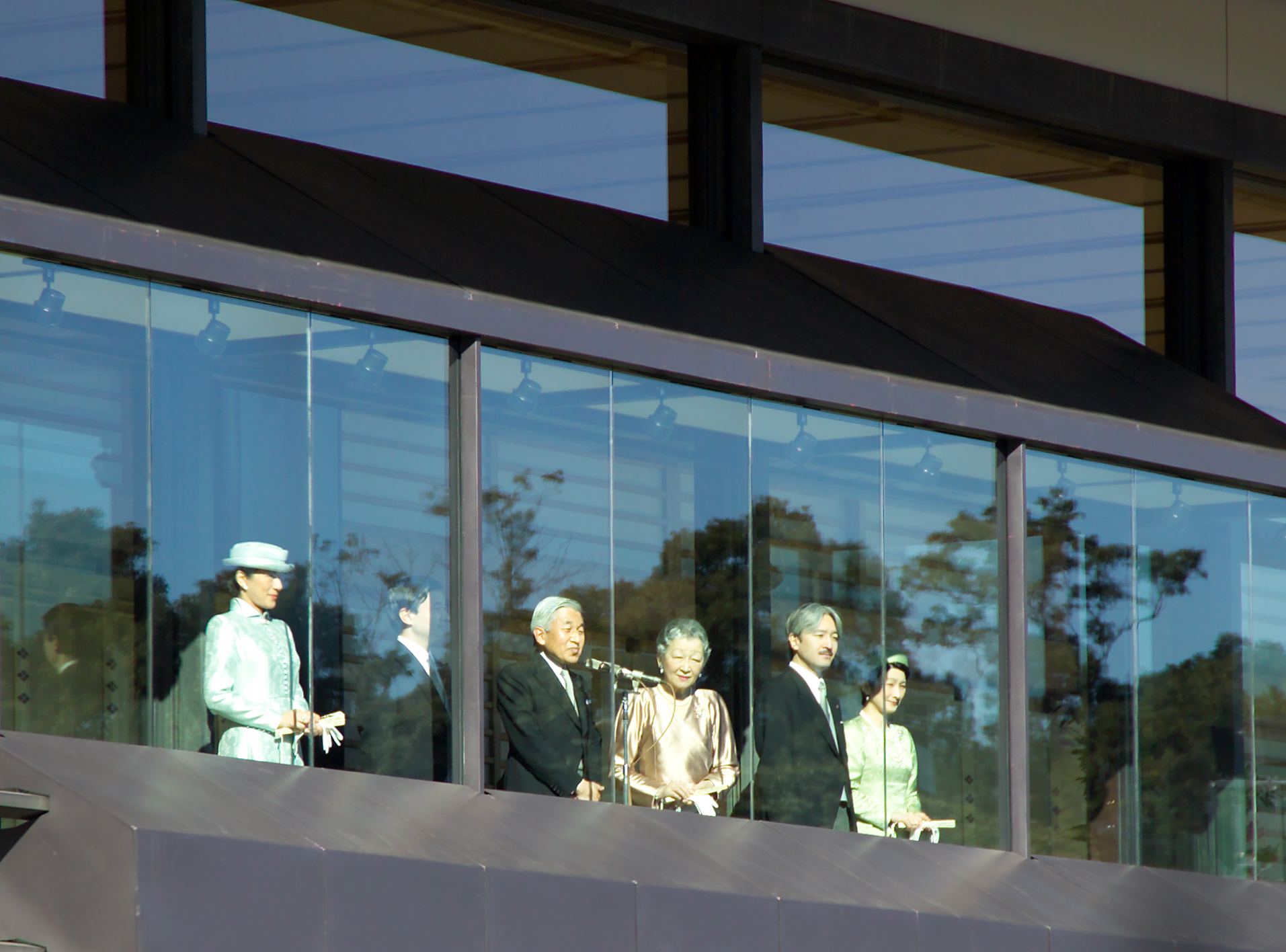
천황탄신일 때 일반 참하객에 대해 베란다에서 응답해주고 있는 천황내외
〈장화전〉

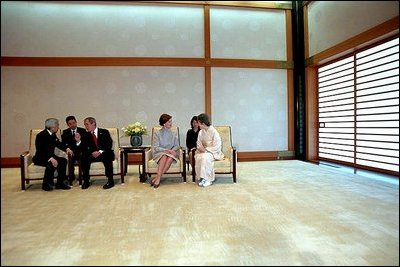
2002년 미대통령 부시와의 회견
〈연취〉

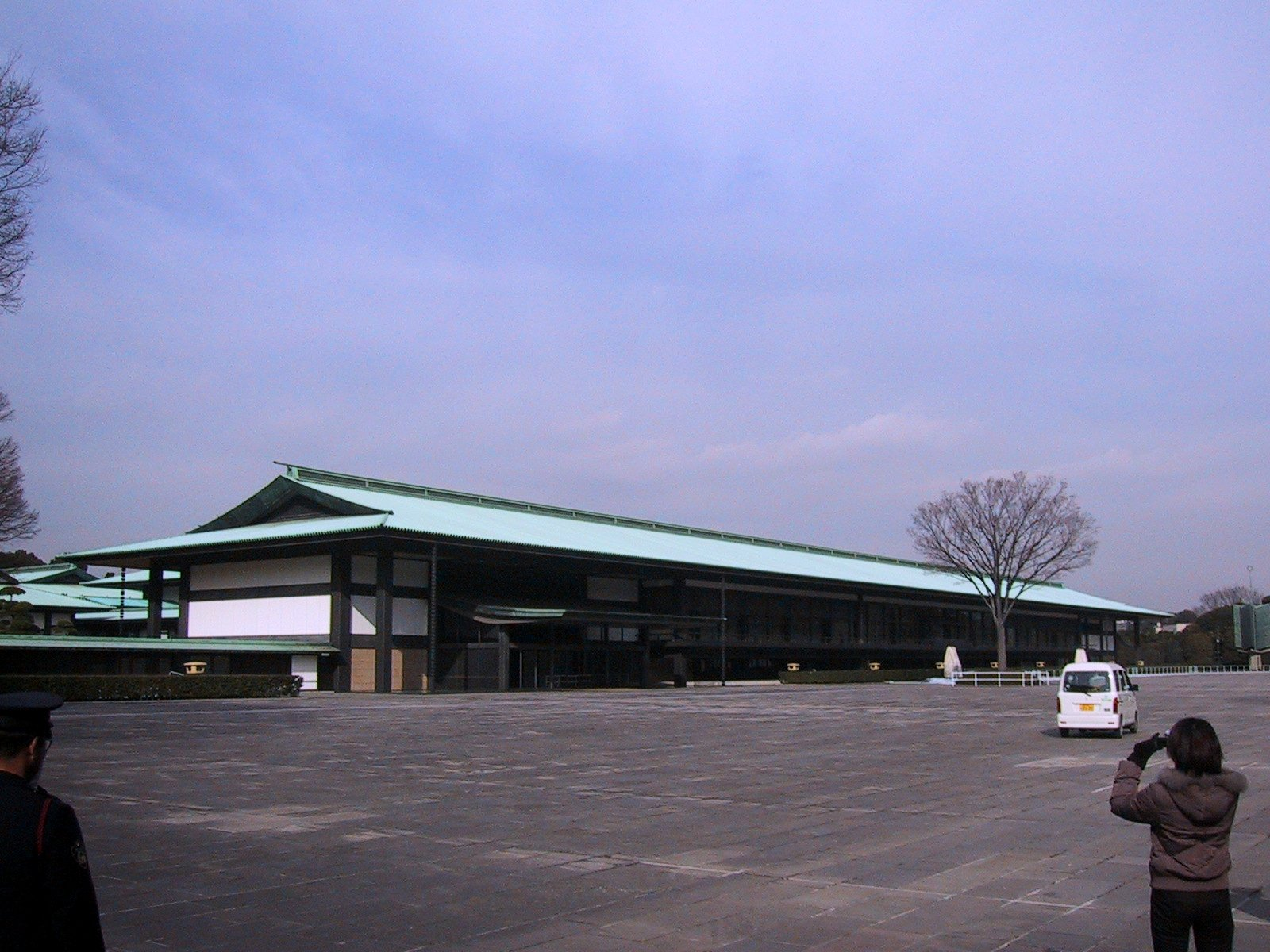
동쪽 정원에 면해있는 장화전

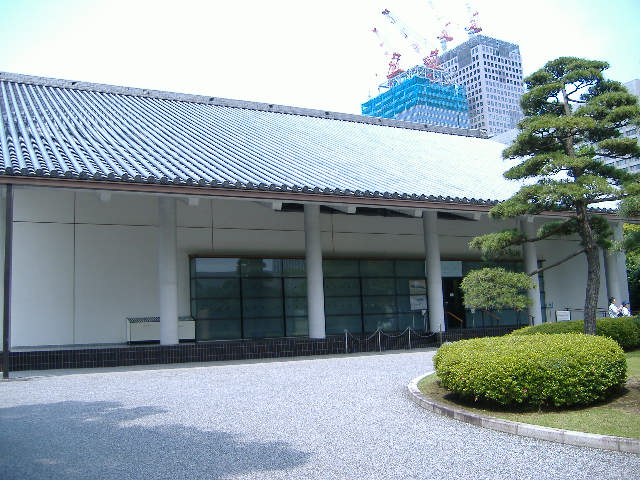
고쿄 산노마루쇼조칸

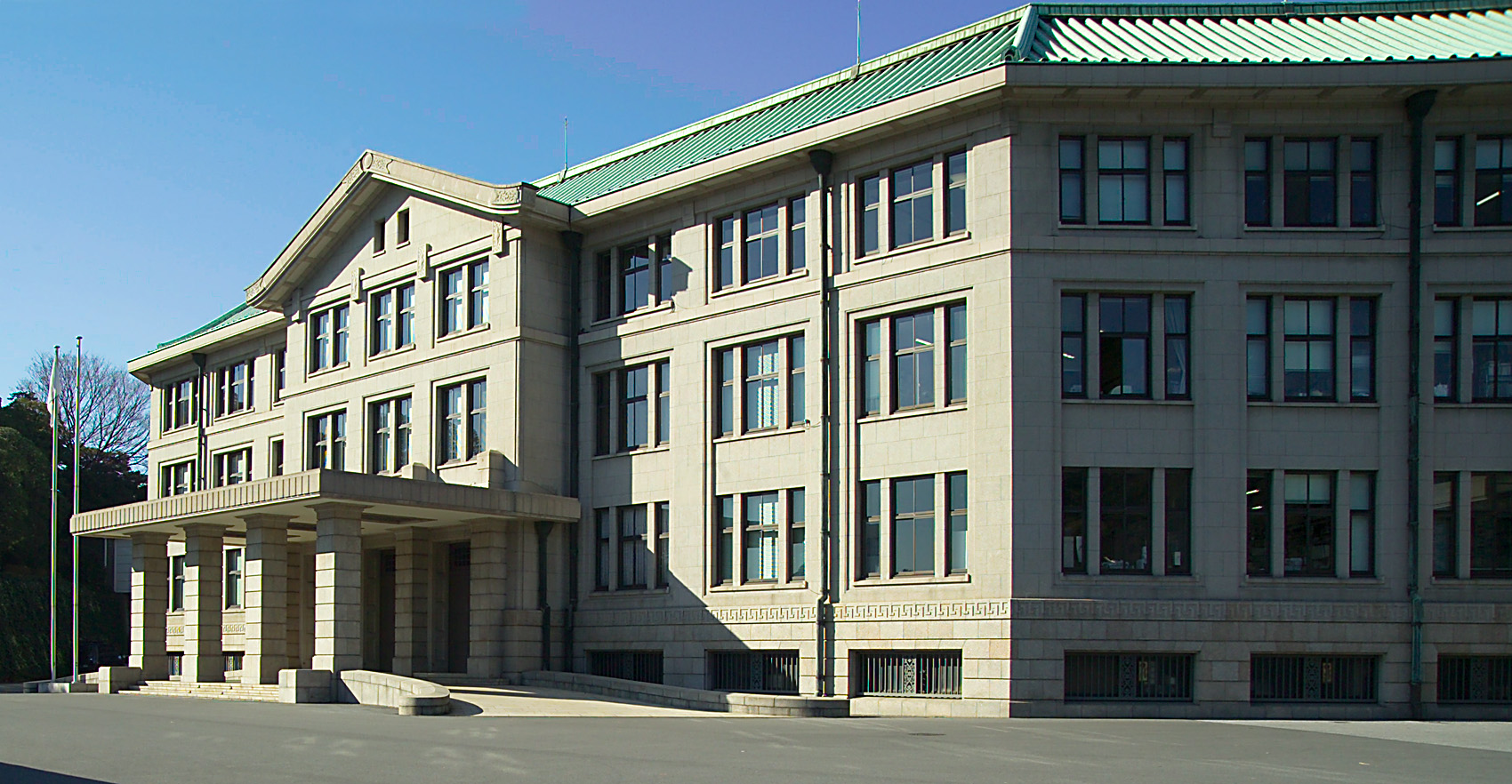
궁내청 청사

- 궁전(宮殿)
1969년(쇼와 44년) 4월부터 사용되었다. 철골철근구조로 지상 2층, 지하 1층, 총면적 22,949 평방미터로 기본설계는 요시무라 준조가 하였다.
  - 표어좌소동(表御座所棟)
천황이 일상의 집무를 보는 집무실(表御座所) 외 시종의 별실등이 있다.
  - 정전(正殿)
    - 송지간(松之間)
궁전안의 가장 격식이 높은 방으로 신년축하의례, 신임식, 행정·사법수반 임명식, 훈장친수식, 궁중행사 등의 의례를 행하는 공간으로 사용된다.
    - 죽지간(竹之間)
주로 천황 부부와 외국국가원수·외국정부요인과의 회견의 장으로, 또는 황거를 방문한 일본정부관계자 및 민간인을 인견하는 공간 등으로 사용된다.
    - 매지간(梅之間)
주로 황후관련 의례행사 등에 사용된다.

  - 풍명전(豊明殿)
궁전내에서 가장 넓은 방으로 궁중만찬회, 천황탄신일의 연회장 등 많은 인원수를 수용한 연회에 사용된다.
  - 연취(連翠)
오찬회, 만찬회 등의 적은 인원수를 수용한 연회에 사용된다.
  - 장화전(長和殿)
남북 163 미터에 이르는 가늘고 긴 건물로 참석자들의 휴식공간, 리셉션, 배알 등 다목적으로 사용된다. 일반 참하[5]의 행사 행해지는 동쪽 정원에 면해 있고, 일반 참하의 의례가 있을 때에는 황족은 장화전 베란다의 중앙부에 서있게 된다. 1969년 1월 2일, 신궁전 완공 후 첫 황거의 일반참하로 쇼와 천황이 장화전 베란다에 서 있을 때, 새총으로 파친코 구슬을 발사해 저격하는 사건이 발생하였다. 황족은 다치지 않았지만, 이 사건 후 장화전 베란다 중앙부의 유리는 방탄유리로 바뀌게 되었다.
    - 춘추지간(春秋之間)
궁전내 풍명전 다음으로 넓은 방으로 리셉션과 배알 등에 사용된다.
    - 석교지간(石橋之間)·송풍지간(松風之間/마쓰카제노마)
춘추의 공간에 인접한 넓은 방으로 참석자들의 휴식 공간 등으로 사용된다.
    - 북지간(北之間)·파지간(波之間)
참석자들의 휴식 공간으로 사용되는 방이다.
    - 북쪽 대기실·남쪽 대기실(北溜, 南溜)
북쪽 구루와요세, 남쪽 구루와요세와 연결된 현관 홀이다. 북쪽 대기실은 방문자의 명부를 적는 공간이 있고, 남쪽 대기실과 정전 사이에는 길이 70 미터정도의 회랑이 있다. 국보 등은 남쪽 대기실에서 이 회랑을 지나 정전으로 가져간다.
    - 북쪽 구루와요세·중간 구루와요세·남쪽 구루와요세
북쪽 구루와요세는 장화전의 북쪽 끝에 있고, 남쪽 구루와요세는 장화전의 남쪽 끝에 있다. 통상적으로 북쪽 구루와요세는 국내 귀빈의 출입구로 남쪽 구루와요세는 국빈의 출입구로 사용된다. 또, 중간 구루와요세는 장화전의 지하에 있다. 장화전과 동쪽 정원의 지하는 참석자들을 위한 지하주차장으로 되어있다.  도화악당 

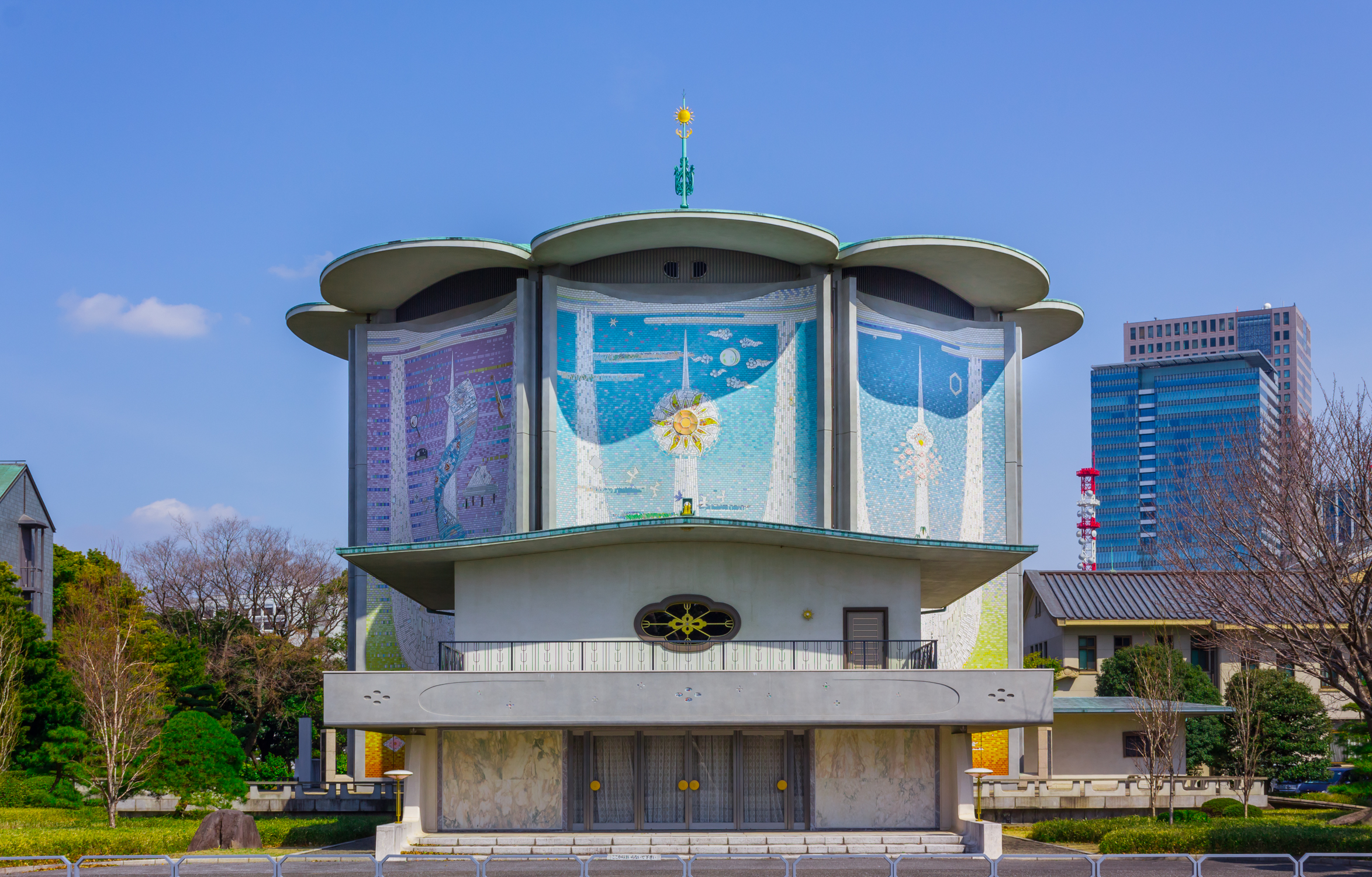
도화악당

  - 정원 (동쪽 정원·중간 정원·남쪽 정원)
동쪽 정원은 신년·천황탄신일의 일반 참하의 장으로 사용된다.
- 어소(御所)
현 천황 부부의 처소이며 후키아게 정원안에 있다. 1991년(헤세 3년)에 착공하여 1993년(헤세 5년) 12월 8일부터 사용되었다. 설계는 우치이 쇼조가 하였다.
- 후키아게오미야 어소
후키아게 정원내에 있으며 후키아게 어소로 1961년(쇼와 36년) 건립되어 생전의 쇼와 천황 부부가 살던 곳이다. 쇼와 천황의 사망후 후키아게오미야 어소로 황후의 처소로 사용되었지만, 2000년(헤세 12년) 고준 황후의 사망후 사용되지 않고 있다.
- 생물학 연구소
쇼와 천황의 생물학 연구를 위해 건립된 시설이다. 현 천황이 망둥어를 비롯한 어류학 연구를 하거나, 사직지신의 제를 올릴 때 사용될 곡미를 재배하는 등 여러 방면에 걸쳐 두루 사용되는 시설이다.
- 모미지야마 양잠소
1914년(다이쇼 3년) 데이메이 황후의 명으로 건립된 이래 역대 황후의 누에치는 공간이다. 양잠소에서 자란 누에의 비단으로 대개 황실의 의전용의상 등을 만드는 데 사용된다.
- 황거 동어원
황거의 동쪽에 있는 정원으로 1968년(쇼와 43년) 10월 1일 일반에 공개되었다.
- 도화악당(桃華楽堂)
1966년(쇼와 41년) 2월 건립된 것으로, 고준 황후의 회갑을 기념하여 지어진 음악당이다. 명칭은 고준 황후의 기장인 복숭아와 그녀의 호에서 따온 것이다.
- 고쿄 산노마루쇼조칸(皇居三の丸尚蔵館)
1989년(헤세 원년) 6월 황실의 미술품이 국가에 기증되어 이를 보존, 연구하고 공개하기 위해 1993년(헤세 5년) 11월 '산노마루쇼조칸'이 개관되었다. 2023년 10월에는 관리 및 운영 주체가 궁내청에서 독립행정법인 국립문화재기구로 이관되었으며, 같은 해 11월 3일에 '고쿄 산노마루쇼조칸'으로 명칭이 변경되었다. 도쿄국립박물관과 더불어 도쿄에 위치한 일본의 국립박물관 중 하나로, 현재 두 개의 전시실을 운영 중이며, 2026년 리뉴얼이 완료될 예정.
- 궁중3전(현소, 황령전, 신전)
궁중제례를 올리는 장소이다.
- 궁내청사
  - 궁내청내 우체국
- 황궁경찰본부청사

## 같이 보기
- 이궁
- 행궁
- 빈궁
- 에도 성
- 메이지 궁전
- 다이리
- 교토 어소
- 고요테이 - 황실의 별장
- 고쿄 히가시 교엔
- 고쿄 가이엔
- 후키아게 정원
- 수도